# Acronychia rubescens
Acronychia rubescens är en vinruteväxtart som beskrevs av Carl Karl Adolf Georg Lauterbach. Acronychia rubescens ingår i släktet Acronychia och familjen vinruteväxter. Inga underarter finns listade i Catalogue of Life.